# Zeeslag bij de Río de la Plata
De Zeeslag bij de Río de la Plata een zeeslag op 13 december 1939 in de Tweede Wereldoorlog bij de monding van de Río de la Plata, Uruguay, waarbij drie geallieerde kruisers het Duitse vestzakslagschip Admiral Graf Spee zo zwaar beschadigden, dat de bemanning het zelf tot zinken bracht.

## 9 vrachtschepen gezonken
Het vestzakslagschip Admiral Graf Spee was bij het begin van de Tweede Wereldoorlog naar de zuidelijke Atlantische Oceaan gestuurd en had negen Britse vrachtschepen tot zinken gebracht en hun bemanningen gevangengenomen.

## Force G
De Royal Navy had daarop negen groepen oorlogsschepen gestuurd om het vestzakslagschip op te sporen en te vernietigen.
Force G bestond uit de zware kruiser HMS Exeter en de twee lichte kruisers HMS Ajax en HMNZS Achilles onder bevel van Commodore Henry Harwood. De Exeter droeg drie geschuttorens van elk twee kanonnen van 200 mm. De Ajax en Achilles voerden elk acht kanonnen van 150 mm.
Force G werd begeleid door tankschepen RFA Olna, Olynthus en Orangeleaf.

## Contact
Op 13 december om 05:20 voer Force G met 14 knopen op koers 60° op 34°34′ zuiderbreedte en 48°17′ westerlengte 390 zeemijl ten oosten van Montevideo.
De Admiral Graf Spee zag de masten en dacht eerst dat het om een kruiser en twee torpedojagers ging, die een konvooi begeleidden en ging daarop het gevecht aan. Doordat de Britse kruisers op volle stoom 5 knopen sneller konden varen, had hij het gevecht toch niet kunnen ontwijken.
Het verkenningsvliegtuig van de Admiraal Graf Spee was buiten dienst.
Kapitein Hans Langsdorff versnelde met zijn dieselmotoren naar 24 knopen.
Om 6:10 zagen de geallieerde schepen de rook van de Admiral Graf Spee op 320°.

## Manoeuvre
De Britten brachten hun voorbereid plan ten uitvoer. De Exeter zwenkte naar het noordwesten en de Ajax en Achilles zwenkten naar het noordoosten. Zo kwam de Admiral Graf Spee tussen hen in, zodat ze hem van twee kanten konden bestoken en hij de afstand niet kon vergroten om zijn zwaardere 283 mm-kanonnen tot gelding te brengen.

## Vuurgevecht

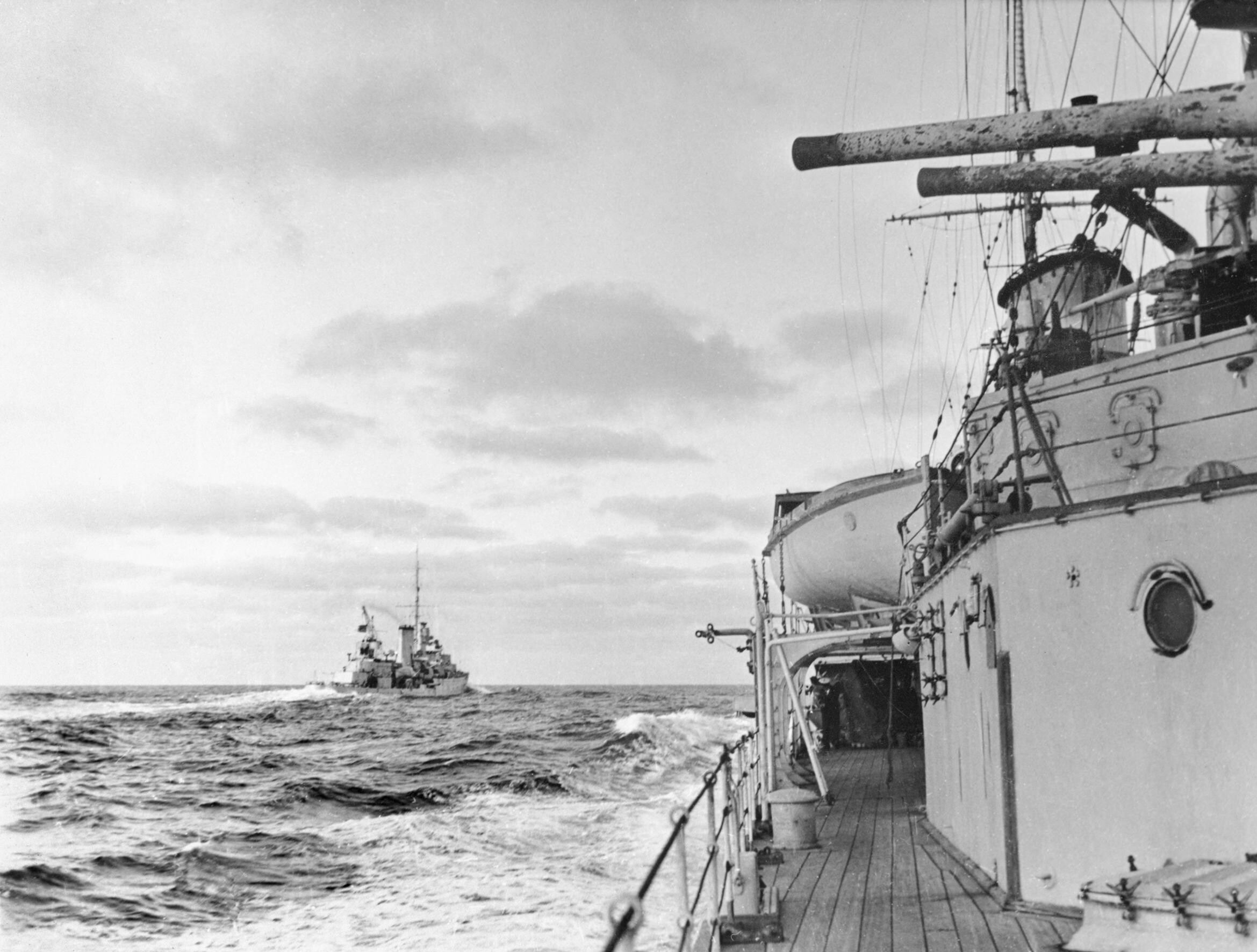
Foto vanaf HMS Ajax van HMNZS Achilles tijdens de slag

De Graf Spee vuurde om 6:18 op de Exeter vanaf 19 km met al zijn 2×3-kanonnen van 283 mm.
De Exeter schoot terug om 6:20, de Achilles om 6:21 en de Ajax om 6:23.
Om 6:23 trof de Graf Spee al raak met zijn derde salvo: een 283 mm-granaat doodde de bemanning van de torpedo's van de Exeter, verbrak de communicatie, doorzeefde de schouwen en zoeklichten en vernielde het Supermarine Walrus-verkenningsvliegtuig dat net zou opstijgen.
Omdat de communicatie verbroken was, moest de Exeter sturen met een klein kompas en bevelen overbrengen met boodschappers.
Om 6:26 schoot de Admiral Graf Spee de geschuttoren B van de Exeter lam en doodde en verwondde op de kapitein en twee officieren na iedereen op de brug.
De Ajax en Achilles naderden tot 13000 m.
De Exeter lanceerde twee torpedo's van stuurboord, maar miste.
Om 6:37 katapulteerde de Ajax zijn Fairey Seafox verkenningsvliegtuig de lucht in.
Om 6:38 keerde de Exeter om zijn torpedo's aan bakboord te lanceren.
De Admiral Graf Spee trof twee keer raak, vernielde geschuttoren A en er brand brak uit.
Alleen geschuttoren Y werkte nog en Jennings stond erbovenop om bevelen te schreeuwen.
De Exeter trof met een 200 mm-granaat het systeem van de Admiral Graf Spee om diesel te reinigen.
De Admiral Graf Spee beschikte nog over gereinigde diesel voor 16 uur.
Kapitein Hans Langsdorff trok een rookgordijn op en keerde naar de neutrale haven van Montevideo.
Om 6:50 maakte de Exeter water en maakte 7° slagzij naar stuurboord.
Om 7:24 keerde de Ajax naar stuurboord en lanceerde torpedo's.
Om 7:25 werd de Ajax geraakt door een 283 mm-granaat die geschuttoren X uitschakelde en geschuttoren Y blokkeerde.
Om 7:30 werd de laatste geschuttoren van de Exeter uitgeschakeld door kortsluiting na inslag van een 283 mm-granaat. De Exeter vluchtte naar de Falkland Eilanden voor voorlopige herstellingen.
Om 7:50 keerden de Ajax en Achilles naar stuurboord en schoten met alle kanonnen.
Kapitein Parry van de Achilles schreef nadien:
Tot vandaag weet ik niet waarom de Admiral Graf Spee ons in de Ajax en Achilles niet afmaakte nadat hij de Exeter had uitgeschakeld.
De Ajax volgde aan bakboord en de Achilles volgde aan stuurboord op 15 zeemijl afstand.
Om 9:15 haalde de Ajax zijn verkenningsvliegtuig binnen.
Om 10:05 kwam de Achilles dichter bij de Graf Spee en die vuurde twee salvo's met zijn voorste drie kanonnen. De Achilles trok een rookgordijn op en draaide.

## SSShakespeare
Om 11:03 zond de Graf Spee een radiobericht naar de Ajax op de internationale frequentie 500 kHz:
“Pik reddingsboten op van Engels stoomschip – DTGS (Duits Schip Graf Spee)”.
Ajax zond geen antwoord en iets later zag de Ajax het SS Shakespeare met de reddingsboten nog omhoog. De Graf Spee had de Shakespeare met een schot voor de boeg bevolen te stoppen, maar de Shakespeare had het bevel genegeerd en de Admiral Graf Spee was verder gevaren.
De achtervolging ging heel de dag door. Om 19:15 schoot de Admiral Graf Spee op de Ajax en die trok een rookgordijn op en zwenkte weg.
De Achilles bleef de Graf Spee volgen.
Om 20:48 tekende de Admiral Graf Spee zich scherp af tegen de ondergaande zon.
De Achilles kwam dichterbij en de Admiral Graf Spee schoot, waarop de Achilles weg draaide.

## Nasleep

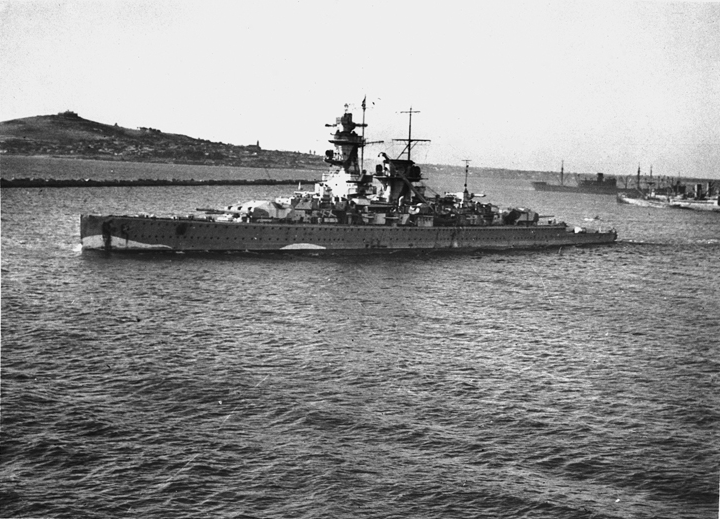
Admiral Graf Spee in Montevideo na de slag

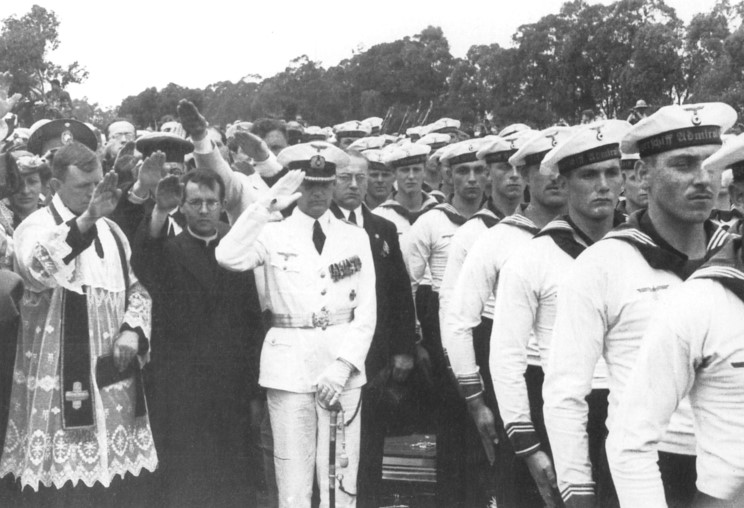
Kapitein Hans Langsdorff groet op de begrafenis van de gesneuvelden.

De Admiral Graf Spee ging op 14 december om 0:10 voor anker in de neutrale haven Montevideo.

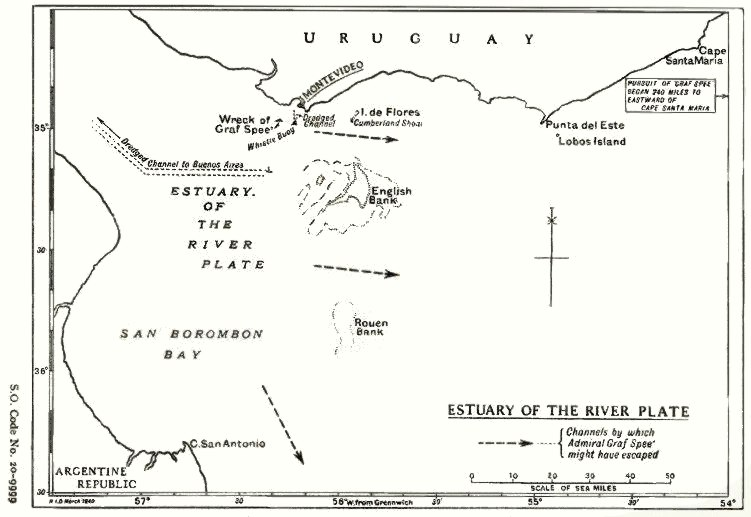
Kaart van de Río de la Plata met mogelijke uitwegen

De gewonden werden afgevoerd naar het Brits hospitaal. De scheepsarts had amputaties uitgevoerd en meerdere matrozen hadden schade aan hun longen door het effectieve, maar giftige brandblusmiddel methylbromide.
De 61 gevangen bemanningsleden van de gekelderde koopvaardijschepen werden vrijgelaten.
De Duitse doden werden begraven in het Cementerio del Norte in Montevideo.
De Britse ambassadeur Eugen Millington-Drake eiste toepassing van artikel 12 van het Verdrag van Den Haag:
"Oorlogsschepen in oorlog mogen niet langer dan 24 uur in havens en territoriale wateren van een neutrale mogendheid blijven."
Kapitein Hans Langsdorff vroeg tevergeefs twee weken tijd om zijn schip zeewaardig te maken met verwijzing naar artikel 14, maar de inspecteur in Uruguay vond de schade te licht:
"Een oorlogsschip in oorlog mag zijn verblijf in een neutrale haven niet verlengen buiten de toegestane tijd, behalve om reden van schade."
Na 24 uur liep een Brits koopvaardijschip uit Montevideo en na nog eens 24 uur een Frans koopvaardijschip.
Daarom kwam artikel 16 in werking:
"Een oorlogsschip in oorlog mag een neutrale haven niet verlaten tot 24 uur na het vertrek van een koopvaardijschip onder de vlag van zijn tegenstander.
Kapitein Hans Langsdorff overlegde met de admiraliteit in Duitsland. Hij mocht zijn schip niet aan de ketting laten leggen in Uruguay, omdat het dan in handen van de geallieerden kon vallen als Uruguay zich bij de geallieerden aansloot.
De Graf Spee had twee derde van zijn 283 mm-granaten verschoten en kon nog 20 minuten vuren.
De monding van de Río de la Plata was ondiep, zodat manoeuvres in een gevecht om uit te breken naar Buenos Aires onmogelijk waren.
Kapitein Hans Langsdorff zei:
“Ik heb liever duizend levende jonge matrozen dan duizend dode helden.”

## Zelf tot zinken gebracht

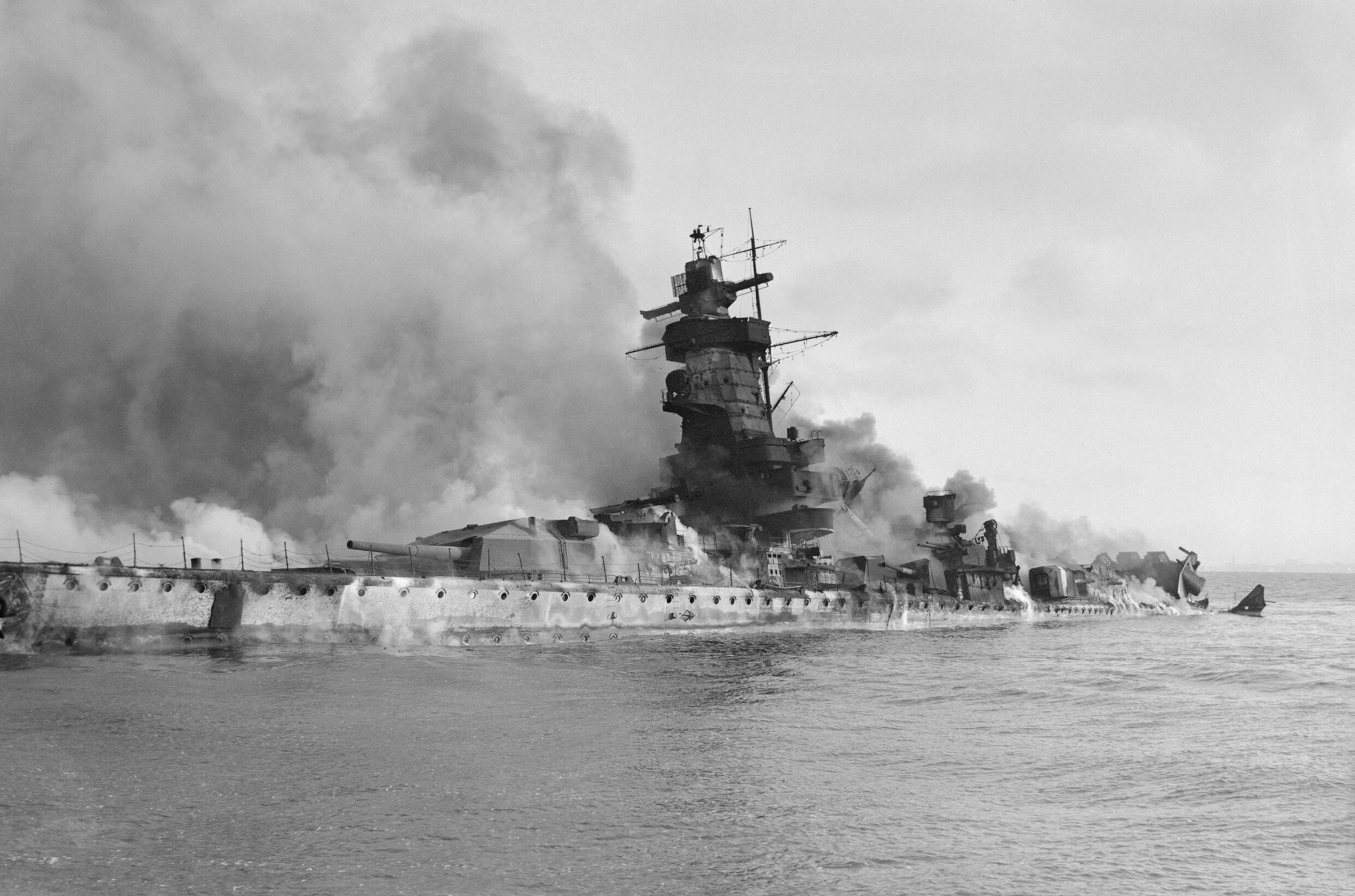
De Admiral Graf Spee brandt.

Op 17 december voer de Graf Spee onder massale belangstelling uit de haven van Montevideo en werd door de eigen bemanning tot zinken gebracht door de munitiemagazijnen te laten ontploffen. Langsdorff pleegde drie dagen later zelfmoord.

## Film
In 1956 werd de zeeslag verfilmd als The Battle of the River Plate met Peter Finch als kapitein Hans Langsdorff, HMNZS Achilles en HMS Cumberland als zichzelf, HMS Sheffield als HMS Ajax, HMS Jamaica als HMS Exeter en de Amerikaanse USS Salem (CA-139) als Admiral Graf Spee.